# Токійська фондова біржа
35°40′57″ пн. ш. 139°46′44″ сх. д. / 35.682583333333° пн. ш. 139.77888888889° сх. д.

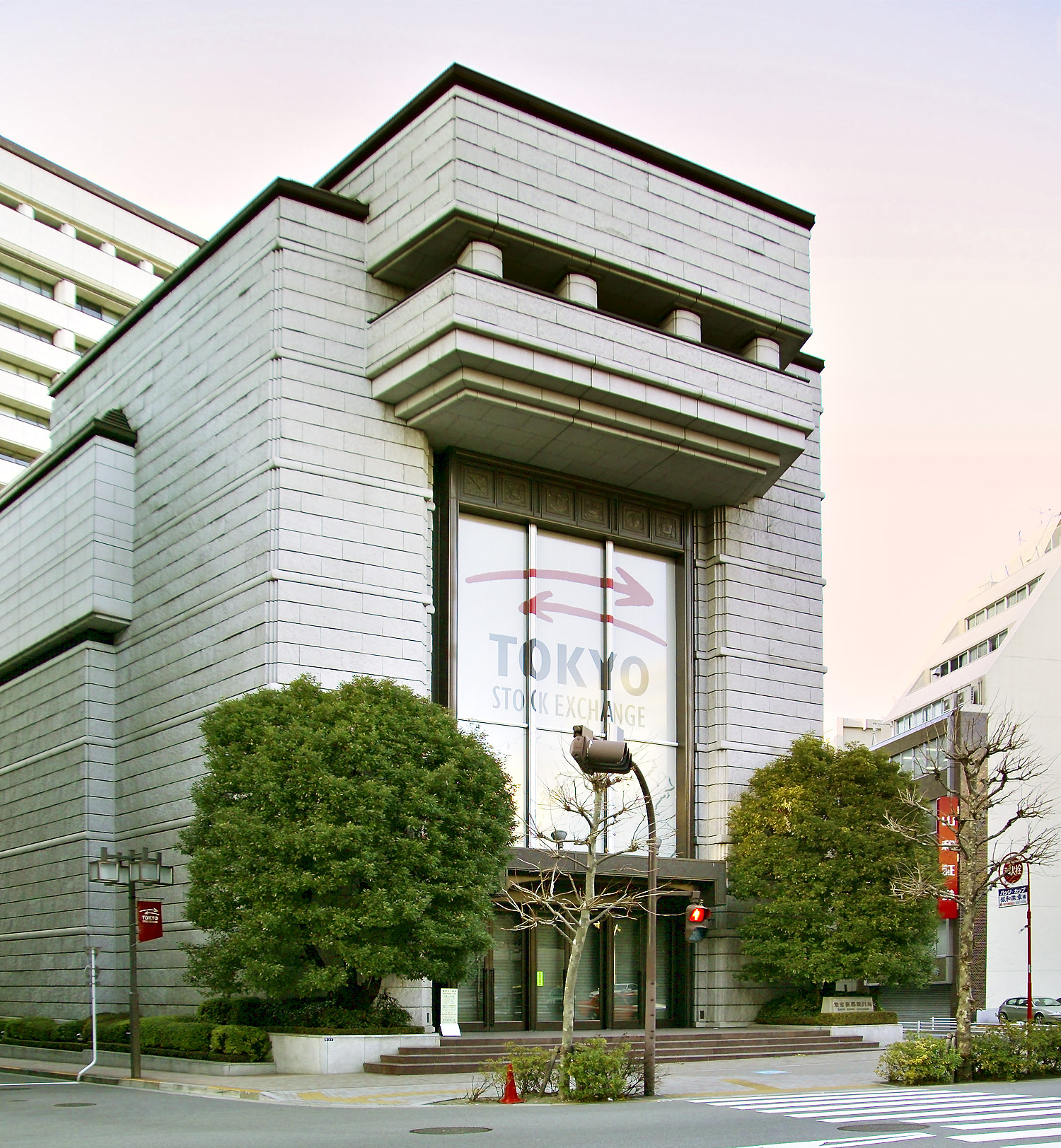
Будівля Токійської біржі

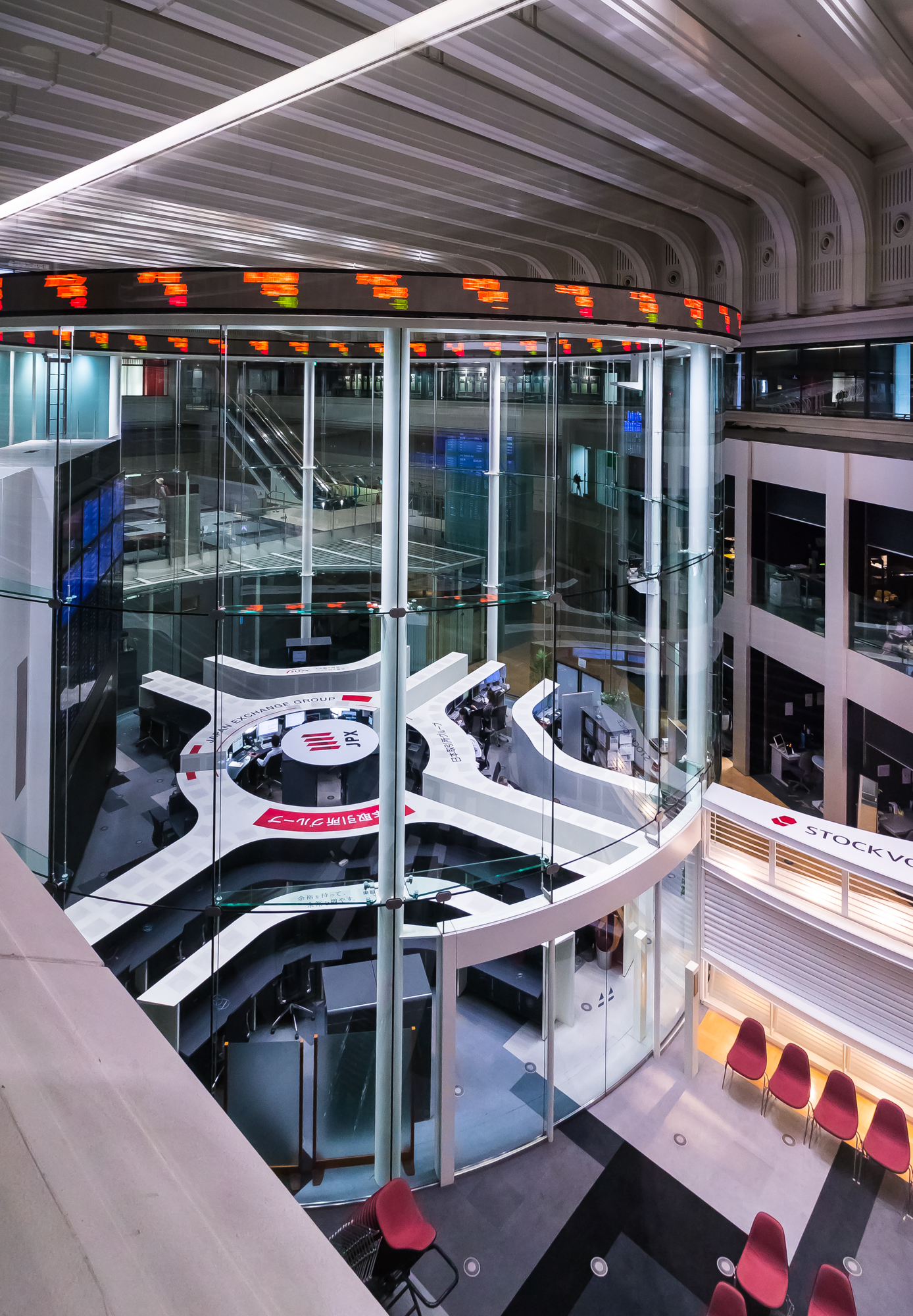
«Головна кімната» Токійської біржі, в якій проходила торгівля акціями до часу, коли вся торгівля стала електронною

Токійська Фондова Біржа (англ. Tokyo Stock Exchange, TYO/TSE) — найбільша фондова біржа Японії. Була заснована 1878 року. Є неприбутковою членською організацією, як юридична особа володіє широкими правами з самоврядування.

## Члени біржі
Членами біржі є:
- регулярні члени (компанії по цінним паперам, які можуть вести операції, як своїм коштом, так і на користь клієнта);
- сайторі члени (компанії по цінних паперах, що є посередником, між регулярними членами біржі);
- спеціальні члени (компанії, що зв'язують фондові ринки, виконують на Токійській фондовій біржі ті накази, які не можуть бути виконані на регіональних біржах) та інші члени;
- небанківські компанії по цінних паперах (що знаходяться в асоційованому зв'язку з банками);

## Діяльність біржі
На долю токійської біржі припадає понад 80 % біржового обороту країни. Основними продавцями і покупцями є інституційні власники цінних паперів.
У Японії індивідуальні власники мають лише 20 % що окликаються на біржі акцій, а 80 % належить фінансовим установам, страховим компаніям і корпораціям. Власники акцій розраховують не на дивіденди (на початку 1990 р. вони були в 70 разів менше ринкової вартості акцій), а на підвищення курсу акцій і отримання доходу в результаті продажу акцій по вищому курсу (середньорічний дохід на продану акцію випуску 1980—1994 рр. склав 34,7 %).
Основний метод торгівлі — відкритий подвійний аукціон, торгівля з голосу в біржовому натовпі «зараба». До 80 % всіх акцій, що знаходяться в країні, продається і купується на Токійській фондовій біржі. З 1,3-1,5 млн наявних в Японії акціонерних фірм тут зареєстровано 1517, але на них припадає понад 25%  всіх вироблюваних товарів і послуг.
У 2005 зайняла почесне друге місце у світовій класифікації найбільших фондових ринків світу. До її складу увійшли 2,5 тис. компаній, що приносять щорічно понад 3000 млрд дол. доходу.

### Події в житті Токійської біржі
10 серпня 1945 американські атомні бомбардування змусили припинити роботу біржі, а спорожнілі приміщення біржі зайняли американські військові.
До січня 1948 в будівлі біржі розміщувалася штаб-квартира окупаційних військ, що керували країною до початку 1950 років, коли повноваження поступово були передані японському уряду.
30 квітня 1999 закритий торговий зал біржі, надалі торги продовжувалася в електронному режимі, а екзотичний символ Токійської біржі – клерків в кімоно, що працювали в торговому залі – можна побачити лише в урочистих випадках.
1 листопада 2005 через збій у торговій системі перед відкриттям біржі торги не проводилися майже весь день.
У січні 2006 число укладених на біржі операцій перевищило граничні для неї 4,5 млн, і торги зупинилися на 20 хвилин. Японський фінансовий регулятор зобов'язав біржу підготувати звіт про заходи з модернізації комп'ютерної системи, щоб запобігти зривам в майбутньому.